# Árpás Károly
Árpás Károly (Jánoshalma, 1955. június 21. – Makó, 2020. augusztus 22.) magyar író, költő, műfordító; irodalomtörténész, középiskolai tanár; közoktatási szakértő.

## Életpályája
1973-ban szőlőtermesztő-borkezelő szakképzettséget szerzett a kiskőrösi Petőfi Sándor Mezőgazdasági Szakközépiskolában, majd a jánoshalmi állami borpincéből (ahol szakmunkásként dolgozott) jelentkezett egyetemre. 1980-ban végzett a szegedi József Attila Tudományegyetem magyar-történelem-finnugor szakán. Általános (1980-1982) és szakközépiskolai (1982-1988) évek után 1988-tól alapítóként a szegedi Deák Ferenc Gimnáziumban tanít.
Első publikációi a kiskőrösi diákújságban jelentek meg 1970-ben. A sok sikertelen kísérlet után versekkel 1978-ban jelentkezett a Szegedi Egyetem és a Bölcsész lapjain. Azóta műveivel, fordításaival, tanulmányaival folyamatosan jelen van a magyarországi és határon túli sajtóban.
1983-ban summa cum laude doktorált észt kultúrtörténetből. 1988-89-ben a Művelődési és Közoktatási Minisztérium „Műhelytámogatás” Alapjának ösztöndíjasa volt. Szépírói és oktatói munkája mellett a 19. század irodalmával, mások közt Jókai Mórral és Madách Imrével foglalkozott, s bekapcsolódott e klasszikusok szövegkiadásába is. A kortárs alkotók közül Baka István és Gion Nándor életműve érdekelte – monográfiaszerű köteteket jelentetett meg róluk. 2007 júliusa óta a Szeged folyóirat szerkesztőbizottságának a tagja. Műfordítói műhelymunkáinak (kilenc nyelvből fordított) kiemelkedő teljesítménye az észt nemzeti eposz újbóli lefordítása.
Líráját a „techné” mellett részben az elfogadott vidéki „kismester”-lét öniróniája, részben a mindennapok elégikus-idillikus életképeinek ábrázolása jellemzi. Alkotásain érződik a klasszikusokkal való mindennapi foglalkozás igényessége. Hasonló tendenciák figyelhetőek meg kisepikai műveiben. Történelmi regényeiben a 11. század eseményeit ábrázolja; új regényében a II. világháború hétköznapi világát mutatja be egy rádiós honvéd nézőpontjából. Jeligés filmnovellája 2002-ben első díjat nyert az országos Mátyás-pályázaton. Drámai kísérletei összefonódtak a középiskolai színjátszó-csoportok bemutatóival.

## Publikációk
Publikációi csak a kötetnagyságú munkákra vonatkozóan – kötetek és antológiák, amelyekben írásait közölték; nagybetűvel szedve az egyedi megjelenések; a kéziratban vagy gépiratban levő munkák jelezve: (kézirat) vagy (gépirat).
- Jankói Károly – versek (kézirat) Szeged, 1978
- Ha rejtezel.. Versek (kézirat) Szeged, 1979
- Az észt parasztság és ábrázolása A.-H. Tammsaare műveiben (szakdolgozat – gépirat) Szeged, 1980
- Bevezetés az észt irodalom- és kultúrtörténet kutatásába (kézirat) Szeged, 1981
- Ha rejtezel... Versek (gépirat) Szeged, 1984
- Az észt nemzetei megújulási mozgalom történetéhez (bölcsészdoktori értekezés – gépirat) Szeged, 1983
- Előadások az észt történelemből (kézirat) Szeged, 1984. Acta Historiae Litterarum Hungaricarum XXII. JATE Szeged, 1985
- AZ ÍGÉRET IGÉZETE Versek Bakacsi Lajos illusztrációival Vedres István Építőipari Szakközépiskola Szeged, 1986
- „Dvinán innen, Dvinán túl” Jubileumi Tanulmányok Studia Uralo-Altaica Supplementum 2. JATE BTK Szeged, 1986
- Arcálarc Versek (gépirat) Szeged, 1987. Acta Historica LXXXV. JATE BTK Szeged, 1987
- Iker-ajándék Versek (gépirat) Szeged, 1988; 1993
- Uralisztikai tanulmányok 2. Bereczki emlékkönyv ELTE BTK Budapest, 1988
- Terméskövek (antológia) Szerkesztette Árpás Károly, Dékány Imréné Vedres István Építőipari Szakközépiskola Szeged, 1988
- A katedra árnyékában (cikk- és tanulmánygyűjtemény – gépirat) Szeged, 1989
- Studia Poetica 9. JATE BTK Szeged, 1990
- Magyar FEB levelek JATE JTK III IV. (Varga Magdolnával – kézirat gyanánt) JATE JTK (műhely) 1990
- Történelem FEB levelek JATE JTK III IV. (Varga Magdolnával – kézirat gyanánt) JATE JTK (műhely) 1990
- Congressus Septimus Internationalis Fenno-Ugristarum – 7/6 KLTE Debrecen, 1990
- Tükörkép – tükörként Versek és fordítások (gépirat), Bakacsi Lajos képeivel Szeged, 1991
- A Jókai-kompozíció kérdései (Akadémiai pályamű – gépirat és digitalizált változat) Szeged, 1992
- A KÉPBE LÉPVE Versek Magyar Csaba illusztrációival Deák Ferenc Gimnázium Szeged, 1992
- A csengetés után (Adalékok a középiskolai tananyaghoz, gépirat) Szeged, 1992
- Nyelvrokonság – sorsrokonság (Finnugor (észt) művelődéstörténeti írások – gépirat) Szeged, 1992
- Régi és új peregrináció. Magyarok külföldön, külföldiek Magyarországon I. Budapest-Szeged, 1993
- JOGRA SZERETNÉK MENNI! Felvételire előkészítő feladatsorok és megoldásuk történelemből (Varga Magdolnával) MOZAIK Stúdió Szeged, 1993
- JOGRA SZERETNÉK MENNI! Felvételire előkészítő feladatsorok és megoldásuk irodalomból (Varga Magdolnával) MOZAIK Stúdió Szeged, 1993
- IRODALOM II. Tankönyvpótló jegyzet a hatosztályos gimnázium második osztályosainak (Kertész Józsefnével) Deák Ferenc Gimnázium Iskolaszövetség Szeged, 1993. Specimina Sibirica VIII. Savariae, 1993
- KIEGÉSZÍTŐ IRODALMI SZÖVEGGYŰJTEMÉNY I. A hatosztályos gimnázium első osztályosainak Deák Ferenc Gimnázium Iskolaszövetség Szeged, 1994
- KIEGÉSZÍTŐ IRODALMI SZÖVEGGYŰJTEMÉNY II. A hatosztályos gimnázium második osztályosainak Deák Ferenc Gimnázium Iskolaszövetség Szeged, 1994
- SEGÉDKÖNYV A HATOSZTÁLYOS ÁLTALÁNOS KÉPZÉSI TERVŰ GIMNÁZIUM MAGYAR NYELV ÉS IRODALOM TANTÁRGYÁNAK TANÍTÁSÁHOZ Tankönyvpótló jegyzet Deák Ferenc Gimnázium Iskolaszövetség Szeged, 1994
- Észt történelmi tanulmányok (gépirat) Szeged, 1994
- Észt irodalmi tanulmányok (gépirat) Szeged, 1994
- Cseppkő és forgács (cikk- és tanulmánygyűjtemény Varga Magdolnával – gépirat) Szeged, 1994
- HAJTÓVADÁSZAT Regény Magyar Csaba illusztrációival AGAPÉ, Szeged 1994
- HAJTÓVADÁSZAT Szoboszlai Éva fölolvasásában 6 kazettán a Magyar Vakok és Gyengénlátók Országos Szövetsége hangoskönyvtárában 2179. sorszám h.n. (?), é.n. (?) in w3.mvgyosz.budapest.hu és w3.motivacio.hu [2004.05.08.]
- EMLÉKTARKÁZTA NYOMOK Martinovics Péter emlékére Bánfi Barnabás fotóival, H.n. (Eger-Gyula), é.n. (1994)
- ÁRPÁDHÁZI SZENT IMRE Példaképed, védőszented – sorozat, miniregény Magyar Csaba illusztrációival AGAPÉ, Szeged, 1994
- ÁRPÁDHÁZI SZENT IMRE Példaképed, védőszented – sorozat, miniregény Magyar Csaba illusztrációival AGAPÉ, Novi Sad (Újvidék), 1994
- MAGYAR NYELVTAN II. Tankönyvpótló jegyzet a hatosztályos gimnázium második osztályosainak (Kertész Józsefnével, Nagy L. Jánossal és Palotásné Nagy Évával) Deák Ferenc Gimnázium Iskolaszövetség Szeged, 1994
- IRODALOM III. Tankönyvpótló jegyzet a hatosztályos gimnázium harmadik osztályosainak Deák Ferenc Gimnázium Iskolaszövetség Szeged, 1994
- MAGYAR NYELVTAN IV. (Szövegtan) Tankönyvpótló jegyzet a hatosztályos gimnázium negyedik osztályosainak Deák Ferenc Gimnázium Iskolaszövetség Szeged, 1994
- A magyar nyelvtan tanításának képességfejlesztő lehetőségei a hatosztályos általános képzési tervű gimnáziumban (Akadémiai pályamű, II. díj! – gépirat) Szeged, 1994
- III. Madách Szimpozion Balassagyarmat-Szügy-Kékkő Szerkesztette Andor Csaba Salgótarján-Budapest, 1995
- SZÖVEGTANI GYAKORLATOK Tankönyvpótló jegyzet a hatosztályos gimnázium negyedik osztályosainak Deák Ferenc Gimnázium Iskolaszövetség Szeged, 1995
- SZÖVEGTANI GYAKORLATOK Tankönyvpótló jegyzet a hatosztályos gimnázium negyedik osztályosainak TANÁRI PÉLDÁNY Deák Ferenc Gimnázium Iskolaszövetség Szeged, 1995
- IRODALOM IV. Tankönyvpótló jegyzet a hatosztályos gimnázium negyedik osztályosainak (Varga Magdolnával) Deák Ferenc Gimnázium Iskolaszövetség Szeged, 1995
- KIEGÉSZÍTŐ IRODALMI SZÖVEGGYŰJTEMÉNY IV. A hatosztályos gimnázium negyedik osztályosainak (Szűcsné Körmendi Évával) Deák Ferenc Gimnázium Iskolaszövetség Szeged, 1995
- IRODALOM V. Tankönyvpótló jegyzet a hatosztályos gimnázium ötödik osztályosainak (Varga Magdolnával) Deák Ferenc Gimnázium Iskolaszövetség Szeged, 1995
- KIEGÉSZÍTŐ IRODALMI SZÖVEGGYŰJTEMÉNY V. A hatosztályos gimnázium ötödik osztályosainak (Szűcsné Körmendi Évával) Deák Ferenc Gimnázium Iskolaszövetség Szeged, 1995
- V. Magyar Alkalmazott Nyelvészeti Konferencia „Európai és hazai dimenziók” Szerkesztette Lengyel Zsolt Veszprém, 1995
- Anyanyelvi nevelés – embernevelés. Szerkesztette Szende Aladár A Magyar Nyelvtudományi Társaság Kiadványai 198. Budapest, 1995
- ÁRPÁDHÁZI SZENT IMRE Példaképed, védőszented – sorozat, miniregény Magyar Csaba illusztrációival AGAPÉ, Szeged, 1995 [második kiadás]
- SZENT GELLÉRT (folytatásos tárcaregény) 1. Felső-Bácska 1995.10.25.; 2. Felső-Bácska 1995.11.08.; 3. Felső-Bácska 1995.11.22.; 4. Felső-Bácska 1995.12.06.; 5. Felső-Bácska 1995.12.20.; 6. Felső-Bácska 1996.01.03.
- Ünnepi könyv Domokos Péter tiszteletére 60. Uralisztikai tanulmányok 7. ELTE BTK Budapest, 1996
- Szemiotikai Szövegtan 8. Szerkesztette Petőfi S. János, Békési Imre, Vass László Szeged, 1996
- MAGYAR NYELVTAN V. (Stilisztika) Tankönyvpótló jegyzet a hatosztályos gimnázium ötödik osztályosainak Deák Ferenc Gimnázium Iskolaszövetség Szeged, 1996
- „Modernnek kell lenni mindenestül” (?) Irodalom, átértelmezés, történetiség [Kollégáink: Ilia Mihály és Vörös László hatvanadik születésnapjára] Szerkesztette Szigeti Lajos Sándor Szeged, 1996
- A KERESZT JELÉVEL (Regény Szent Gellért haláláról) AGAPÉ, Szeged, 1996
- ISTEN SZÁJÁBAN KAVICS Versek Szeged, 1997
- Az iskolavezetés hatékonysága (szakdolgozat – gépirat) Szeged, 1997
- JOGRA SZERETNÉK MENNI! Felvételire előkészítő feladatsorok és megoldásuk történelemből (Varga Magdolnával) [javított] MOZAIK Stúdió Szeged, 1997
- JOGRA SZERETNÉK MENNI! Felvételire előkészítő feladatsorok és megoldásuk irodalomból (Varga Magdolnával) [javított] MOZAIK Stúdió Szeged, 1997
- MAGYAR NYELVTAN VI. (Rétorika) Tankönyvpótló jegyzet a hatosztályos gimnázium hatodik osztályosainak Deák Ferenc Gimnázium Iskolaszövetség Szeged, 1997
- NYELV – SZÖVEG – JÁTÉK 17 ÉVESEKNEK (Nagy L. Jánossal) MOZAIK Kiadó Szeged, 1997
- IV. Madách Szimpózium Szerkesztette Andor Csaba Balassagyarmat-Szügy-Alsósztregova, 1996. Budapest-Balassagyarmat, 1997
- V. Madách Szimpozion Szerkesztette Tarjányi Eszter és Andor Csaba Balassagyarmat-Szügy 1997. Budapest-Balassagyarmat, 1998
- Tartui Magyar Füzetek 3. szám Tartu és Magyarország Tartu ja Ungari, Szerkesztő Pomozi Péter Tartu, 1998
- KETTŐS TÜKÖRBEN Cikkek, tanulmányok, verselemzések BAKA ISTVÁN életművéről (Varga Magdolnával) Illyés Gyula Megyei Könyvtár Szekszárd, 1998
- Szegedtől Szegedig Antológia 1998 Tisza hangja Szerkesztette Simai Mihály Bába és Társa Szeged, 1998
- VI. Madách Szimpózium Szerkesztette Tarjányi Eszter és Andor Csaba Balassagyarmat-Szügy 1998, Budapest-Balassagyarmat, 1999
- SZERELEM – SULINET CD-ROM in MOZAWEB I.0 Mozaik Kiadó Szeged, 1999. [Hungarodidact 1999 bronzdíja – 1999.10.26.]; w3.mozaweb.hu (2000)
- VÉR – SULINET CD-ROM in MOZAWEB I.0 Mozaik Kiadó Szeged, 1999. *[Hungarodidact 1999 bronzdíja – 1999.10.26.]; w3.mozaweb.hu (2000)
- HIMNUSZ – SULINET CD-ROM in MOZAWEB I.0 Mozaik Kiadó Szeged, 1999. *[Hungarodidact 1999 bronzdíja – 1999.10.26.]; w3.mozaweb.hu (2000)
- SZÖVEGEK ÉS STÍLUSOK – SULINET CD-ROM in MOZAWEB I.0 Mozaik Kiadó Szeged, 1999. [Hungarodidact 1999 bronzdíja – 1999.10.26.]; w3.mozaweb.hu (2000)
- A POLGÁRI MAGYARORSZÁG SZÜLETÉSE – SULINET CD-ROM in MOZAWEB I.0 Mozaik Kiadó Szeged, 1999. [Hungarodidact 1999 bronzdíja – 1999.10.26.]; w3.mozaweb.hu (2000)
- Szegedtől Szegedig Antológia 1999 Tisza hangja Szerkesztette Simai Mihály Bába és Társa Szeged, 1999
- VII. Madách Szimpózium Szerkesztette Tarjányi Eszter és Andor Csaba Balassagyarmat-Szügy, 1999, Budapest-Balassagyarmat, 2000
- II. Fráter Erzsébet Szimpózium Szerkesztette Andor Csaba Csécse-Budapest, 2000
- Szegedtől Szegedig Antológia 2000 Tisza hangja Szerkesztette Simai Mihály Bába és Társa Szeged, 2000
- VIII. Madách Szimpózium Szerkesztette Tarjányi Eszter és Andor Csaba Balassagyarmat- Szügy, 2000, Budapest-Balassagyarmat, 2001
- Szegedtől Szegedig Antológia 2001 Tisza hangja Szerkesztette Simai Mihály Bába és Társa Szeged, 2001
- Irodalom és kultúra (Akadémiai pályamű, gépirat; dicséret) Sz., 2001. sorhaikuk in Dr. Apró Ferenc Születésnapi Lap 2001.X.29. 9. o.
- Részletes érettségi vizsgakövetelmény és vizsgaleírás. Magyar nyelv és irodalom. Munkaanyag Szerkesztette Horváth Zsuzsa Másokkal (Andor Csaba, Antalné Szabó Ágnes, Árpás Károly, Bárányné Nagy Erika, Czifrik Balázs, Cserhalmi Zsuzsa, Forgács Anna, Görömbei Andrásné, Gurka Dezső, Hajas Zsuzsa, Jakobsenné Szentmihályi Rózsa, Jankay Éva, Jobbágy László, Jobbágyné András Katalin, Kovács Sándor Iván, Liszka Gábor, Máté József, Mónok Mária, Szabóné Fricska Anna, Turcsányi Márta). Kiss Árpád Országos Közoktatási Szolgáltató Intézmény Vizsgafejlesztő Központ Budapest, 2001. szeptember
- Néprajz és nyelvtudomány Mikola-emlékkönyv XLI/1. JATE BTK Szeged, 2001
- IX. Madách Szimpózium Szerkesztette Bene Kálmán Balassagyarmat-Szügy, 2001, Budapest-Balassagyarmat, 2002
- Szegedtől Szegedig Antológia 2002 Tisza hangja Szerkesztette Simai Mihály Bába és Társa Szeged, 2002
- Haikuk internetes terjesztés 2002
- Madách és a színház: Madách színháza és Madách drámái A tények és a képzelet összefonódása a befogadóban (Akadémiai pályamű, gépirat; II. díj) Sz., 2002
- A KIRÁLYSÁG ÚTJA (filmnovella – győztes a 2001-es [12.01-re benyújtott] jeligés pályázaton) w3.nkom.hu-ból elágazó weboldalon
- THE ROAD TO KINGDOM (film novel) – az előző angol fordítása; fordította Judit Zelena
- Észt-magyar összevetés III. Folia Estonica Tomus VIII. Berzsenyi Dániel Főiskola Savariae, 2003
- Szegedtől Szegedig Antológia 2003 Tisza hangja Szerkesztette Simai Mihály Bába és Társa Szeged, 2003
- A HAZA BÖLCSE EMLÉKEZETE Versek Deák Ferencről 1803-2003 – antológia. Szerkesztette Árpás Károly – Bacsa Ágnes, Imre Márton, Juhász Éva, Prihoda István és Szabó László; előszó és jegyzetek Árpás Károly Bába és Társai Kiadó Szeged, 2003
- AZ ÉLŐ SZOBOR Deák Ferenc az adomák, anekdoták tükrében (Történetek Deák Ferencről) Szerkesztette Árpás Károly – Bacsa Ágnes, Baka Judit, Baksa Diána, Balogh Pálma, Domán Szonja, Fülöp Zsófia, Garamvölgyi Sára, Jónás Beáta, Kiss Enikő, Mára Petra, Stefán Gréta, Vas Szabina; előszó és jegyzetek Árpás Károly Bába és Társai Kiadó Szeged, 2003
- Történelemszemléleti vázlatok I. (Fejlődésfelfogások bemutatása a kiegyezés koráig) (Akadémiai pályamű, gépirat; III. díj) Szeged, 2003
- Változó körökben A Madách-életmű olvasatai Madách-tanulmányok (Varga Magdolnával – gépirat) Szeged, 2003
- MESSZE VAN ÉSZTORSZÁG… (Válogatott finnugrisztikai dolgozatok) Folia Estonica Tomus IX. Berzsenyi Dániel Főiskola Savariae, 2003
- X. Madách Szimpózium Szerkesztette Bene Kálmán Balassagyarmat-Szügy, 2002, Budapest- Balassagyarmat, 2003
- KÉT CSENGETÉS KÖZÖTT Egy irodalomtanár kísérletei Bába és társa Kiadó, Szeged, 2003
- Kétszintű érettségi vizsgán vizsgáztató tanárok képzése – magyar nyelv és irodalom – Képzettek mappája; Kézirat gyanánt Steged, 2004. 65-70. o.
- XI. Madách Szimpózium Balassagyarmat-Szügy-Alsósztregova 2003 Szerkesztette Bene Kálmán Madách Irodalmi Társaság Budapest-Balassagyarmat 2004.
- EGY MADÁCH-BESZÉD ELEMZÉSE Madách szűzbeszédének hatásvizsgálata Madách Könyvtár – Új folyam 36. Madách Irodalmi Társaság, Szeged – Budapest, 2004
- Szegedtől Szegedig Antológia 2004 Tisza hangja Főszerkesztő Veszelka Attila másokkal Bába Kiadó Szeged, 2004
- Anyanyelvi szolgálat… (pályamű a Nemzeti Kulturális Örökség Minisztériumának – gépirat) Szeged, 2004
- A 14 sor körül (Szonettkísérletek) Versek (gépirat) Szeged, 2004
- A múlttá váló jelenbe rejtett jövő Tudományos igényű feltáró dolgozat az anyanyelv mai állapotáról (pályamű a Nemzeti Kulturális Örökség Minisztériumának – gépirat) Szeged, 2004
- A gondozott szöveg – egy filológiai munka állomásai Gion Nándor: Véres patkányirtás idomított görényekkel (Akadémiai pályamű, gépirat; I. díj) Szeged, 2004.
- flopi-könyv (válogatott anyagok digitalizálva) Szeged, 2004
- Észt-magyar összevetés IV. Folia Estonica Tomus XI. Berzsenyi Dániel Főiskola Savariae, 2005
- Szegedtől Szegedig Antológia 2005 Tisza hangja Főszerkesztő Veszelka Attila másokkal Bába Kiadó Szeged, 2005
- Nyomkövetés Művészettörténeti vázlatok (gépirat) – internetes terjesztés – Szeged, 2005
- A szövegtan tanításához. Előadások a szakszövegek írásáról (gépirat) Szeged, 2005
- Kristályszilánkok. Művelődéstörténeti vázlatok (gépirat) Szeged, 2005
- XII. Madách Szimpózium Szerkesztette Bene Kálmán Csesztve-Balassagyarmat Budapest-Balassagyarmat, 2005
- VENUS JÁTSZADOZÁSA A SZÍVEDMKBEN (minuscula-apocrif) – Bakacsi Lajos képeivel Bába és Társa Kiadó Szeged, 2005
- György József: egy józsef története A szöveget gondozta, a jegyzeteket és az utószót írta Árpás Károly Madách Irodalmi Társaság Szeged, 2006
- Szegedtől Szegedig Antológia 2006 Tisza hangja Főszerkesztő Veszelka Attila másokkal Bába Kiadó Szeged, 2006
- VMDK Szegedi tagozata IV. Irodalmi ifjúsági napok „Gion Nándor” Millenniumi Kávéház, Szeged, 2006.04.30. in w3.vmdk-szeged.hu – 2007.05.21.
- Fejlesztő Feladatok. Tanári és tanulói kézikönyv Szövegértés 7. és 9. évfolyam CD-ROM Szerkesztette Horváth Zsuzsa és Lappints Eszter Másokkal (Árpás Károly, Bíró Mária, Czecze Enikő, Felvégi Emese, Gémesi Ildikó, Hegedűs Judit, Kalina Katalin, Karner Judit, Kovács Géza, Lappints Eszter, Palkó Gábor, Péntek Klára, Pergéné Mankovics Anikó és Sípos Mária) OKI Bp., 2006
- ÁTTÉTELEK – ÁTVÉTELEK (Idegen szerzők) Bába és Társa Kiadó Szeged, 2006
- XIII. Madách Szimpózium Szerkesztette Bene Kálmán Szeged; Csesztve-Balassagyarmat-Salgótarján Szeged-Budapest, 2006
- A Baross Gábor Gyakorlógimnázium tanárai Szeged, 1935-1951. Szerkesztette Molnár Imre és Hajász Bertalan Bába Kiadó Szeged, 2006
- VMDK Szegedi tagozata V. Irodalmi ifjúsági napok „Németh István” Millenniumi Kávéház, Szeged, 2007.05.12.
- Hatvan. Tandi Lajos köszöntése Szerkesztette Dr. Békési Imre Bába Kiadó Szeged, 2007
- Szegedtől Szegedig Antológia 2007 Tisza hangja Főszerkesztő: Kiss Ernő másokkal Bába Kiadó Szeged, 2007
- XIV. Madách Szimpózium Szerkesztette Bene Kálmán Szeged; Csesztve-Balassagyarmat-Alsósztregova Szeged-Budapest, 2007
- Észt-magyar összevetés V. Szerkesztette Pusztay János Folia Estonica Tomus XII. Berzsenyi Dániel Főiskola Savariae, 2007
- Varga Magdolna: Körök és koszorúk című tanulmánykötetének szerkesztése és gondozása Új folyam 56. Madách Irodalmi Társaság, Budapest, 2008
- A KIRÁLYSÁG ÚTJA Magyar irodalmi koszorú a Mátyás-évfordulóra Bába és Társa kiadó Szeged, 2008
- Szegedtől Szegedig Antológia 2008 Tisza hangja Főszerkesztő: Kiss Ernő másokkal Bába Kiadó Szeged, 2008
- AZ ÉPÍTŐ-TEREMTŐ EMBER Gion Nándor életművéről Bába és társa Kiadó Szeged, 2008
- A MAGYAR IRODALOM TÖRTÉNETE in A magyar történelem és kultúra 1000 éve. Magyar nyelvű multimédiás DVD-ROM Felelős szerkesztő Barna Gábor Poszt-Art Bt. – Bar-So Kft. Cégcsoport Tudományos Kulturális Iroda Szeged, 2008
- XV. Madách Szimpózium Szerkesztette Máté Zsuzsa – Bene Kálmán Algyő; Csesztve-Balassagyarmat-Alsósztregova Szeged-Budapest, 2008
- Navigare humanum est... Pusztay János hatvanadik születésnapjára. Szerkesztette Pomozi Péter. FVK MNSz, Budapest, 2008
- Arvo Valton. Naukova konferencija Uporjádnyik M. M. Antonenko Uzsgorod, 2008
- XVI. Madách Szimpózium Szerkesztette Bene Kálmán – Máté Zsuzsa Kecskemét; Csesztve-Balassagyarmat-Alsósztregova Szeged-Budapest, 2009
- Szegedtől Szegedig Antológia 2009 Tisza hangja Főszerkesztő: Tandi Lajos másokkal Bába Kiadó Szeged, 2009
- A XXI. század költői Antológia Szerkesztette Birck Edit Múzeumi Alapítványi Füzetek 3. Petőfi Szülőháza Múzeum és Művészeti Alapítvány Kiskőrös, é.n. (2009)
- GISILA ABBATISSA. Regény Boldog Bajor Gizelláról Agapé Kiadó Szeged, 2009
- TÖRTÉNELMI LECKE NEM A FIÓKNAK! A történész műhelyéből Bába Kiadó Szeged, 2010
- TŰNŐDÉSEK, VÉLEKEDÉSEK Madách Irodalmi Társaság Budapest/Szeged, 2010
- XVII. Madách Szimpózium Szerkesztette Bene Kálmán – Máté Zsuzsa Kecskemét; Csesztve-Balassagyarmat-Alsósztregova Szeged-Budapest, 2010
- A kultúra, a tudomány és a nemzet helyzete a Kárpát-medencében Magyarságtudományi kutatások I. Szerkesztette Garaczi Imre, Szilágyi István Veszprémi Humán Tudományokért Alapítvány Veszprém, 2010
- Szegedtől Szegedig Antológia 2010 Tisza hangja Főszerkesztő: Tandi Lajos másokkal Bába Kiadó Szeged, 2010
- VERSSÉ LETT VERS-ÉLET (Szonettkísérletek) Pataki Ferenc tusrajzaival Bába Kiadó Szeged, 2010
- TŰNŐDÉSEK, VÉLEKEDÉSEK Madách Irodalmi Társaság Budapest-Szeged, 2010. digitalizált változata in „Örökség-Kultúra” Oktatási E-könyv és Médiatár / Tudomány és ismeretterjesztés w3.sulinet.hu/orokseg honlapról – 2010.06.29.
- Cronoconstructio (Összeszedett versek) [gépirat] Szeged, 2010
- Drámaműhely (Kacérkodás a színházzal) [gépirat] Szeged, 2010
- Összegereblyézve (Prózai munkák) [gépirat] Szeged, 2010
- XVIII. Madách Szimpózium Algyő – Csesztve-Balassagyarmat-Vanyarc 2010 Madách Irodalmi Társaság Szeged-Budapest 2011
- Alföldi paletta 2011. Irodalmi alkotók antológiája Szerkesztette Góg János Raszter Könyvkiadó Csongrád, 2011
- Szabadság, szerelem Versek Bács-Kiskun megyéből. Szerkesztette és a bevezetőt írta Alföldy Jenő; Tördelés, korrektúra Agócs Sándor; Fedélterv Illés Zoltán Antológia Kiadó Lakitelek, 2011
- Műhelymunkák. Írások az észt művelődéstörténet köréből (Nyersmunka) [gépirat] Szeged, 2011
- GONDOLATOK A NYELVÉSZET TÉMAKÖRÉBŐL Madách Irodalmi Társaság Szeged, 2011
- Szegedtől Szegedig Antológia 2011 Tisza hangja Főszerkesztő: Tandi Lajos másokkal Bába Kiadó Szeged, 2011
- AZ ÉPÍTŐ-TEREMTŐ EMBER Gion Nándor életművéről Bába és társa Kiadó Szeged, 2008. digitalizált változata kiegészítő tanulmányokkal in „Örökség-Kultúra” Oktatási E-könyv és Médiatár / Tudomány és ismeretterjesztés w3.sulinet.hu/orokseg honlapról – 2011.06.20.
- MESSZE VAN ÉSZTORSZÁG… (Válogatott finnugrisztikai dolgozatok) Folia Estonica Tomus IX. Berzsenyi Dániel Főiskola Savariae, 2003. digitalizált változata kiegészítő tanulmányokkal in „Örökség-Kultúra” Oktatási E-könyv és Médiatár / Tudomány és ismeretterjesztés w3.sulinet.hu/orokseg/data – 2011.09.06.
- Szeged effekt antológia Szerkesztette Bene Zoltán Szeged, 2011
- KETTŐS TÜKÖRBEN Cikkek, tanulmányok, verselemzések BAKA ISTVÁN életművéről (Varga Magdolnával) Illyés Gyula Megyei Könyvtár Szekszárd, 1998. digitalizált változata kiegészítő tanulmányokkal in „Örökség-Kultúra” Oktatási E-könyv és Médiatár / Tudomány és ismeretterjesztés w3.sulinet.hu/orokseg honlapról – 2012.02.17.
- A CSENGETÉS UTÁN (Egy magyartanár műhelyéből) Bába és társa Kiadó Szeged, 2012
- PILLÉREK [Dvd-tanulmánykötet] „Örökség-Kultúra” Oktatási E-Könyvtár w3.sulinet.hu/ /oroksegtar Bar-So Kft Szeged, 2012
- A Voinovich-füzet (Apokrif Arany János-versek); utószó Praznovszky Mihály; Kráter, Pomáz, 2012
- BÉKE PORAIKRA (regény). 2013. 596 p. ISBN 3850409228; ISBN 978-3850409223[3]
- Friedrich Reinhold Kreutzwald: KALEVIPOEG Észt nemzeti eposz (fordította, a jegyzeteket és az utószót írta Árpás Károly) Bakacsi Lajos illusztrációival. Hungarovox Kiadó, 2012. ISBN 9786155079849[4]
- MADÁCH IMRE SZÉPPRÓZAI MŰVEI (Madách Imre Összes munkái-sorozat) Sajtó alá rendezte, a kísérő szöveget és a jegyzeteket írta Árpás Károly Madách Irodalmi Társaság Budapest/Szeged – nyomdai átfutás alatt
- AZ EGYKÖNYVŰ SZERZŐ (Madách-tanulmányok) – nyomdai átfutás alatt
- Árpád-házi Szent Imre; Agapé, Szeged, 2013 (Példaképed, védőszented)
- Borzongoló. Haiku-kísérletek; Hungarovox, Bp., 2013
- Harang és kereszt. Versek; Hungarovox, Bp., 2013
- Kamasz világom. Gyűjtemény; Hungarovox, Bp., 2014
- Lélekpróbáló idők. Dózsa-dráma három felvonásban; Napkút, Bp., 2014 (Káva téka)
- Zegzugos egy-ösvény; Hungarovox, Bp., 2014
- Hitvesi költészet; Hungarovox, Bp., 2015
- Árpádházi Szent Imre; Agapé, Szeged, 2017 (Példaképed, védőszented)
- Életúti emléknyomok; Rím, Bp., 2018

### Műfordítások
- Áttételek – Átvételek. (Finn, észt, nyenyec szerzők műveinek "átültetése".) Szeged, Bába Kiadó, 2006. 120 p. ISBN 963 7337 91 1

## Konferenciák, melyeken meghívottként előadást is tartott
- Ünnepi ülésszak a JATE Finnugor Tanszék 25. évfordulóján Szeged, 1985.03.29.
- II. Finnugor Tudományközi Konferencia Debrecen, 1987.10.30-31.
- Rendhagyó irodalomóra a Deák Ferenc Gimnáziumban Baka Istvánnal, 1989.02.03.
- Irodalomelméleti Konferencia Szeged, 1989.09.22.
- III. Finnugor Tudományközi Konferencia Szolnok, 1989.10.19.
- Congressus septimus internationalis Fenno-ugristarum [VII. Nemzetközi Finnugrisztikai Kongresszus] Debrecen, 1990.08.28.
- III. Nemzetközi Hungarológiai Kongresszus Szeged, 1991.08.13. Shakespeare konferencia ELTE Budapest, 1992.04.07.
- Finnugor Symposion Szombathely, 1992.10.16.
- Komparatisztikai Konferencia ELTE Budapest, 1993.04.23.
- Magyartanárok III. országos konferenciáján Csongrád, 1993.10.22.
- I. szegedi hatosztályos konferencia Szeged, 1994.03.05.
- XII. Anyanyelv-oktatási napok Eger, 1994.07.06.
- "Modernnek kell lenni mindenestül" Irodalomtörténeti konferencia Szeged, 1994.10.21.
- V. Országos Alkalmazott Nyelvészeti Konferencia Európai és hazai dimenziók Veszprém, 1995.04.21.
- III. Madách-Szümpozion Balassagyarmat, 1995.10.06.
- IV. Madách-Szümpozion Balassagyarmat, 1996.10.04.
- V. Madách-Szümpozion Balassagyarmat, 1997.10.03.
- Baross Öregdiákok Szövetsége emlékgyűlése Szeged, 1997.10.17.
- VI. Madách-Szümpozion Szügy-Balassagyarmat, 1998.10.02.
- VII. Madách-Szümpozion Szügy-Balassagyarmat-Losonc-Csesztve, 1999.10.01.
- Jókai emlékezete – konferencia Kecskemét, 2000.04.14.
- Jókai Mór életműve – konferencia Révkomárom, Szlovákia, 2000.04.28.
- II. Fráter Erzsébet Szimpózium Csécse-Nagyvárad, 2000.06.30.
- VIII. Madách Szimpózium Szügy-Balassagyarmat, 2000.10.06.
- III. Észt-magyar kontrasztív nyelvészeti konferencia Szombathely, 2000.11.24.
- A társaslét öt alapszabálya (előadás a domaszéki Teleházban), 2001.03.04.
- A történelem iránya – ha van (előadás a domaszéki Teleházban), 2001.03.11.
- IX. Madách Szimpózium Szügy-Balassagyarmat, 2001.10.05.
- Ipoly Eurorégió Szabadegyetem 2001. évi V. kurzus Visegrád, 2001.11.16-17.
- X. Madách Szimpózium Szügy-Balassagyarmat, 2002.09.20.
- II. Kárpát-medencei Madách Találkozó tanulmányi napok Alsósztregova, Szlovákia, 2002.09.21.
- Rendhagyó irodalomóra Csonka János Műszaki Szakközépiskola és Kollégium Kulturális és művészeti nap keretében Szeged, 2002.12.20.
- Rendhagyó irodalomóra Vedres István Építőipari Szakközépiskola Szeged, 2003.03.17.
- Gion emléknap – Szenttamás, 2003.05.10.
- XI. Madách Szimpózium Szügy-Balassagyarmat-Alsósztregova, 2003.09.26-27. [1.]
- IV. Észt-magyar kontrasztív nyelvészeti konferencia Szombathely, 2003.10.16.
- Gion-emlékülés – Svetozar Marković Gimnázium Szabadka, Szerbia, 2004.02.27.
- Az érettségi vizsga szabályozása, változások (2004.04.16. – Rendezvényház: multiplikátori képzés)
- Az érettségi vizsga szerkezete, szintjei (2004.04.16. – Rendezvényház: multiplikátori képzés)
- Az érettségi vizsga tartalma (2004.04.16. – Rendezvényház: multiplikátori képzés)
- A Részletes követelményrendszer felépítése, tartalma (2004.04.16. – Rendezvényház: multiplikátori képzés)
- Az írásbeli feladattípusok értékelési, mérési alapfogalmainak felelevenítése (2004.04.16. – Rendezvényház: multiplikátori képzés)
- A magyar nyelv és irodalom érettségi utójavítása, a próbaérettségi tapasztalatai (2004.04.16. – Rendezvényház: multiplikátori képzés)
- Középszintű magyar nyelvi és irodalmi tételsorok összeállítása (2004.04.17. – Rendezvényház: multiplikátori képzés)
- A vizsgabizottság és a kérdező tanár feladatai (2004.04.17. – Rendezvényház: multiplikátori képzés)
- A vizsgáztató tanári szerep (2004.04.17. – Rendezvényház: multiplikátori képzés)
- A vizsgáztatás etikája (2004.04.17. – Rendezvényház: multiplikátori képzés)
- A magyartanárok vizsgáztatási gyakorlatában elvárt és várható változások (2004.04.17. – Rendezvényház: multiplikátori képzés)
- Középszintű magyar nyelvi és irodalmi tételsorok összeállítása (2004.04.17. – Rendezvényház: multiplikátori képzés)
- A vizsgabizottság és a kérdező tanár feladatai (2004.04.17. – Rendezvényház: multiplikátori képzés)
- A vizsgáztató tanári szerep (2004.04.17. – Rendezvényház: multiplikátori képzés)
- A vizsgáztatás etikája (2004.04.17. – Rendezvényház: multiplikátori képzés)
- A magyartanárok vizsgáztatási gyakorlatában elvárt és várható változások (2004.04.17. – Rendezvényház: multiplikátori képzés)
- XII. Madách Szimpózium Csesztve-Balassagyarmat, 2004.10.01.
- Rendhagyó irodalomóra – Vedres István Építőipari Szakközépiskola Szeged, 2004.10.04.
- Székfoglaló előadás a Dugonics Társaságban Szeged, 2005.03.29.
- XIII. Madách Szimpózium tavaszi ülésszak Szeged, 2005.05.27.
- XIII. Madách Szimpózium Csesztve-Balassagyarmat, 2005.09.23.
- Baka István Emlékkonferencia, Szekszárd, 2005.11.11.
- Az emelt szintű magyar érettségi a régióban – OKÉV konferencia Szeged, 2006.03.01.
- XIV. Madách Szimpózium tavaszi ülésszaka Szeged, 2006.04.28.
- VMDK Szegedi tagozata IV. Irodalmi ifjúsági napok „Gion Nándor” Szeged, 2006.04.30.
- XIV. Madách Szimpózium Csesztve-Balassagyarmat, 2006.09.22.
- Mozaik Kiadó Tanulmányi nap Arany János Általános Iskola Szeged, 2006.11.23.
- XV. Madách Szimpózium tavaszi ülésszak Algyő, 2007.04.20.
- VMDK Szegedi tagozata V. Irodalmi ifjúsági napok „Németh István” Szeged, 2007.05.12.
- Szent Imre-év ünnepi ülésszaka – Péterréve, 2007.08.25.
- Valton-konferencia Ungvári Nemzeti Egyetem Magyar Filológiai Tanszéke Ungvár, 2007.09.17.
- XV. Madách Szimpózium Csesztve-Balassagyarmat-Alsósztregova, 2007.09.21.
- Jánoshalmi „Mindentudás egyeteme” Jánoshalma, 2007.12.18.
- XVI. Madách Szimpózium tavaszi ülésszak Kecskemét, 2008.04.18.
- Jánoshalmi Napok – Testvérvárosunk, Szenttamás Jánoshalma, 2008.06.28.
- XVI. Madách Szimpózium őszi ülésszak Csesztve-Balassagyarmat-Alsósztregova, 2008.09.26.
- 90 éves a lengyel függetlenség – a szegedi lengyel kisebbségi önkormányzat konferenciája Szeged, 2008.11.10.
- Rendhagyó irodalomóra a Vedres István Műszaki Szakközépiskolában Szeged, 2008.11.26.
- XVII. Madách Szimpózium tavaszi ülésszak Kecskemét, 2009.04.24.
- I. Magyarságtudományi nemzetközi konferencia Veszprém, 2009.05.08.
- VI. Észt-magyar kontrasztív konferencián Szombathely, 2009.05.14.
- XVII. Madách Szimpózium Őszi ülésszak Balassagyarmat-Csesztve, 2009.09.25.
- Mikszáth Tanulmányi Napok I. Horpács, 2009.09.26.
- SZAB Színházművészeti Szakbizottsága Színházbarát iskola szimpóziuma, 2009.09.28.
- „Nyelvédesanyám” – Önbemutatás (előadás)– bemutatkozás a Kazinczy Ferenc emlékév (250) keretében Somogyi Könyvtár Tarjáni Fiókkönyvtára, 2009.10.06.
- „Jót s jól!’ rendhagyó irodalomóra Kazinczy Ferencről (előadás) – a Kazinczy Ferenc emlékév (250) keretében Somogyi Könyvtár Odesszai Fiókkönyvtára, 2009.10.07.
- Szembesülések: a média által keltett vágyak, álmok és a valóság – a történész szemével (előadás) – az algyői Faluház „Sok-mindent-tudás Egyeteme” műsorsorozat keretében, 2009.12.08.
- Gion-napok rendezvénysorozat, 2010.02.05. Szenttamás
- Hogyan is született a polgári Magyarország? (előadás) – az algyői Faluház „Sok-mindent-tudás Egyeteme” műsorsorozat keretében, 2010.03.10.
- Rendhagyó irodalomóra Bene Zoltánnal a DFG-ben 11/C, F emelt szintű magyar csoportjával, 2010.04.08-án
- „…szólj költemény” Barangolás a költészet birodalmában. Rendhagyó irodalomóra az újszegedi Odessza Fiókkönyvtárban, 2010.04.14.
- XVIII. Madách Szimpózium tavaszi ülésszak Algyő, 2010.04.23.
- XVIII. Madách Szimpózium őszi ülésszak Csesztve, 2010.09.17.
- XIX. Madách Szimpózium tavaszi ülésszak Kecskemét, 2011.04.15.
- Költészetnapi vallomás (előadás – rendhagyó irodalomóra) in Somogyi Könyvtár Odesszai Fiókja, 2011.04.13.
- IV. Történettudományi Találkozó Hódmezővásárhely, 2011.07.14.
- Gion Nándor élete és pályája (Műhelytanulmány); előadás az algyői Faluház „Sok-mindent-tudás Egyeteme” műsorsorozat keretében, 2011.09.20.
- XIX. Madách Szimpózium őszi ülésszak Szeged, 2011.10.15.
- Gion Nándor és a közélet előadás Gion Nándor Napok, 2012.02.03. Szenttamás

## Társasági tagság
- Dugonics Társaság
- Madách Irodalmi Társaság
- Magyar-Észt Társaság
- Magyar Irodalomtörténeti Társaság
- Magyar Nyelvtudományi Társaság
- Magyar Történelmi Társulat
- Modern Filológiai Társaság
- Országos Petőfi Társaság
- Reguly Társaság
- Szegedi Írók Társasága
- Vajdasági Magyarok Demokratikus Közössége Szegedi Tagozata
- Baka István Alapítvány kuratóriumának volt tagja (megalakulásától 2008-ig)
- A Deák Ferenc Gimnáziumért alapítvány kuratóriumi munkáiban vett részt (2009-2010)
- Szegedi Szilánkok művészcsoport tagja (2007-2010)
- Magyar Irodalomtörténeti Társaság Csongrád megyei Tagozata választmányának a tagja (2010. áprilisától)

## Díjak, elismerések (válogatás)
- 1974 Szocialista Brigád jelvény
- 1984 Szeged-plakett
- 1985 Szocialista kultúráért kitüntetés
- 1987 Diákközösségek Segítéséért díj
- 2001, 2008 Magyar Tudományos Akadémia Kutató Pedagógus díja
- 2002 Mátyás pályázat I. díj
- 2004 Szeged város Kölcsey érme; Szegedi Akadémiai Bizottság ezüstérme
- 2009 OKM és az Anyanyelvápolók Szövetsége elismerő oklevele
- 2011 Toldy Ferenc-díj[5]
- 75-szörös véradó emlékérem tulajdonosa